# Kevin Danso
Kevin Danso, né le 19 septembre 1998 à Voitsberg en Autriche, est un footballeur international autrichien qui évolue au poste de défenseur central au Tottenham Hotspur.

## Biographie

### Jeunesse
Kevin Danso est né le 19 septembre 1998 de parents ghanéens à Voitsberg, en Styrie, en Autriche.
À l'âge de six ans, il s'installe au Royaume-Uni avec sa famille. Intéressé initialement par le karaté et les films d'action, il pratique ensuite le football sous l'impulsion de ses frères. Il affectionne alors Yaya Touré et Michaël Essien.

### Carrière en club

#### Parcours jeune
Kevin Danso commence sa carrière en Angleterre en tant qu'attaquant au Reading FC  jusqu'en 2013 ; il signe ensuite en faveur du Milton Keynes Dons. En janvier 2014, il s'installe en Allemagne à l'académie des jeunes du FC Augsbourg. Kevin Danso considère qu'il a alors davantage d'opportunités de passer professionnel en Allemagne (pays dont il connaît la langue, étant Autrichien) qu'en Angleterre. Kevin Danso fait ses débuts en mai 2016 lors d'un match de Regionalliga opposant Augsbourg au FC Bayern Munich II. Il rentre à la place de Maximilian Reinthaler à la 27e minute lors de la 33e journée de la saison 2015-2016. Ayant joué à des postes offensifs en Angleterre, il devient défenseur central à Augsbourg.

#### FC Augsbourg
Kevin Danso joue son premier match professionnel le 3 mars 2017 lors d'un match de Bundesliga opposant FC Augsbourg au RB Leipzig. La rencontre se solde par un match nul (2-2) . À l'âge de 18 ans et 165 jours, il devint alors le plus jeune joueur de l'histoire du club en Bundesliga. Peu de temps après, il signe avec le club bavarois son premier contrat professionnel d'une durée de quatre ans. Le 4 novembre 2017, lors de la 11e journée, il marque son premier but en Bundesliga contre le Bayer 04 Leverkusen à la 49e minute pour porter le score à 1-1.

##### Prêt au Southampton FC
En août 2019, Kevin Danso retourne en Angleterre, à Southampton FC sous forme de prêt avec option d'achat. Il y dispute son premier match de Premier League le 24 août 2019, Southampton contre Brighton & Hove Albion, rencontre qui se termine sur une victoire 2-0 des Saints (Southampton). Après dix matchs disputés dont six de championnat, le club anglais décide de ne pas activer l'option d'achat et Danso revient à Augsbourg en juin 2020 après la fin de sa période de prêt.

##### Prêt au Fortuna Düsseldorf
Pour la saison 2020-2021, il est prêté au Fortuna Düsseldorf, club de deuxième division. Le 18 septembre 2020, il y joue son premier match, une rencontre opposant Düsseldorf au Hambourg SV, match comptant pour la Bundesliga et qui se termine sur une défaite (2-1). Il marque son premier but le 22 janvier 2021 lors d'un match contre Greuther Fürth (score 3-3). Kevin Danso termine la saison avec 33 matchs disputés pour 2 buts inscrits.

#### RC Lens
À l'été 2021, le RC Lens convoite Kevin Danso. À cet égard, le FC Augsbourg souhaite obtenir une indemnité de 12 millions d'euros alors que l'offre lensoise est bien moindre. De son côté, Danso, qui souhaite ce transfert, entame un bras de fer avec son club et s'entraîne à l'écart de ses coéquipiers. Le 6 août 2021, la situation se dénoue et Danso s'engage au RC Lens contre une indemnité de transfert estimée à 5 millions d'euros. Il dispose d'un contrat jusqu'en juin 2026 et son recrutement vise à occuper un poste de défenseur axial ou axial droit, dans un système tactique à trois défenseurs. Il dispute son premier match de Ligue 1 le 8 août 2021 face au Stade rennais FC (score 1-1). Le 19 mars 2022, il marque son premier but sous les couleurs artésiennes  face au Clermont Foot 63. Les Sang et Or (RC Lens) s'imposent (3-1).
À Lens, il évolue, sous la direction de Franck Haise, dans un système défensif comportant trois joueurs : Kevin Danso est titulaire au centre et entouré de Jonathan Gradit et Facundo Medina (trio jugé complémentaire). Ainsi, lors de la saison 2022-2023, la défense lensoise est celle qui encaisse le moins de buts en championnat.
Pour sa deuxième saison dans l'Artois, le RC Lens termine deuxième (à un point du champion) et se qualifie ainsi directement pour la Ligue des champions, soit 20 ans après sa dernière participation. Le défenseur central n'aura manqué que deux rencontres : une en Ligue 1 (pour un carton rouge obtenu lors de la 35e) et une en Coupe de France (accumulation de cartons jaunes en l'espace de dix rencontres). Il aura donc disputé 40 matchs et 1 but. Sa très bonne saison est récompensée par son élection parmi les joueurs qui composent L'équipe type de la saison (liste établie lors des Trophées UNFP) aux côtés (notamment) de ses coéquipiers Seko Fofana, Brice Samba et Loïs Openda.
Le 3 août 2023, Kevin Danso prolonge son contrat au RC Lens jusqu'en 2027,. Le 25 octobre, contre le PSV Eindhoven, en auteur d'une prestation solide, il permet aux siens de rester invaincus (1-1) et est désigné  homme du match. Le 28 janvier 2024, il honore son 100e match avec le club artésien lors d'une rencontre sur le terrain du Toulouse FC, match (et victoire 2-0) comptant pour la 19e journée du championnat.
En fin de saison, une gêne aux adducteurs l'amène à être remplacé à la mi-temps de la 32e journée de Ligue 1(un match contre FC Lorient). Forfait lors de la rencontre suivante contre le Stade rennais Football Club, il est cependant jugé apte pour la dernière journée contre Montpellier, une rencontre qui peut (selon son résultat final) permettre au RC Lens une qualification européenne. À la veille du match, et après avoir reçu un appel du sélectionneur autrichien Ralf Rangnick (qui l'aurait sommé de ne pas prendre part à cette rencontre au risque de ne pas être sélectionné pour l'Euro 2024) Kevin Danso demande à l'entraîneur Franck Haise de ne pas l'aligner. L'Autrichien est alors sanctionné (en étant écarté du groupe appelé pour ce match),,. Cependant, Danso dément avoir reçu une pression de son sélectionneur.
Fin août 2024, le RCL discute du transfert de Kevin Danso avec plusieurs autres clubs, dont l'AS Rome, l'Atalanta Bergame et le Bayer Leverkusen, sur la base d'une indemnité de 25 millions d'euros. Alors qu'un accord est trouvé avec l'AS Rome, Danso ne satisfait pas la visite médicale préalable à l'officialisation du transfert qui ne se concrétise donc pas. Le motif médical d'ordre cardiaque n'était pas connu des encadrements médicaux du RC Lens ou de la sélection autrichienne. De retour à Lens, Danso consulte en septembre des cardiologues de plusieurs pays. Selon la presse autrichienne, ces consultations mettent en évidence sur son cœur une « cicatrice inoffensive » devant être traitée par chirurgie, une intervention démentie par des proches du joueur. Sa reprise de la compétition, prévue pour octobre,, a lieu le 19 de ce mois où il est titulaire lors d'un match de Ligue 1 contre l'AS Saint-Étienne remporté par le RC Lens 2-0. Kevin Danso souhaite à nouveau quitter le RC Lens lors du mercato hivernal. Le club lensois, qui souhaite obtenir une indemnité pouvant atteindre 30 millions d'euros en comptant des bonus, est sollicité par Aston Villa, la Juventus mais surtout par le Stade rennais, où figurent plusieurs anciens coéquipiers de Danso au RC Lens, ainsi que par Wolverhampton. Durant les négociations, Danso montre une préférence pour Rennes, Lens pour Wolverhampton mais aucune de ces options ne se concrétise.

##### Prêt au Tottenham Hotspur
Le 2 février 2025, Kevin Danso est prêté au Tottenham Hotspur jusqu'à la fin de la saison,. Son prêt comporte une obligation d'achat estimée à 25 millions d'euros, et son contrat avec le club anglais s'étendrait jusqu'en juin 2030.

### Carrière internationale
Avec les moins de 17 ans, Kevin Danso participe à l'Euro 2015 des moins de 17 ans qui se déroule en Bulgarie. Lors du tournoi, il joue trois matchs. L'Autriche est éliminée au premier tour.
Danso est convoqué (par le sélectionneur Marcel Koller) pour la première fois en Équipe nationale d'Autriche pour un match contre le Pays de Galles, rencontre comptant pour des éliminatoires de la Coupe du monde 2018, le 2 septembre 2017. Lors de ce match, il entre à la 27e minute à la place de Sebastian Prödl. La rencontre se solde par une défaite (1-0) face aux Gallois. Au cours de l'année, toujours dans le cadre de ces mêmes éliminatoires, il joue ensuite trois autres matchs. Ses très bonnes performances en club (sous le maillot lensois) lui permettent d'être de nouveau appelé en sélection 4 ans après sa dernière cape.
En mai 2024, il figure dans la liste élargie de 29 joueurs convoqués par Ralf Rangnick en vue de l'Euro 2024, puis fait partie de la liste définitive (de 26 joueurs) publiée le 7 juin,. Danso participe à trois des quatre rencontres de sa sélection et est considéré par la presse autrichienne comme le meilleur joueur de son pays (avec Christoph Baumgartner) lors du match de premier tour perdu contre la France (1-0). L'Autriche est éliminée en huitièmes de finale par la Turquie (2-1).

## Caractéristiques
Dans ses plus jeunes années, Kevin Danso évolue d'abord à des postes offensifs, puis se fixe en tant que défenseur central. Ce passage par le milieu de terrain lui donne un avantage au niveau du placement et de la relance. Il est qualifié de « costaud et rapide ». Polyglotte, il parle allemand et anglais, est capable à Lens de s'exprimer en français avec ses coéquipiers francophones, en espagnol (notamment avec Facundo Medina) et en twi (notamment avec Salis Abdul Samed). Il est apprécié de ses coéquipiers dans le vestiaire lensois. Il a comme joueur préféré Didier Drogba.

## Statistiques
| Saison                | Club                      | Championnat           | Championnat | Championnat | Championnat | Coupe nationale | Coupe nationale | Coupe nationale | Coupe de la Ligue | Coupe de la Ligue | Coupe de la Ligue | Compétition(s) continentale(s) | Compétition(s) continentale(s) | Compétition(s) continentale(s) | Compétition(s) continentale(s) | Supercoupe de l'UEFA | Supercoupe de l'UEFA | Supercoupe de l'UEFA | Total | Total | Total |
| Saison                | Club                      | Division              | M.          | B.          | P.d.        | M.              | B.              | P.d.            | M.                | B.                | P.d.              | Comp.                          | M.                             | B.                             | P.d.                           | M.                   | B.                   | P.d.                 | M.    | B.    | P.d.  |
| 2016-2017             | FC Augsbourg              | Bundesliga            | 7           | 0           | 1           | -               | -               | -               | -                 | -                 | -                 | -                              | -                              | -                              | -                              | -                    | -                    | -                    | 7     | 0     | 1     |
| 2017-2018             | FC Augsbourg              | Bundesliga            | 16          | 2           | 0           | -               | -               | -               | -                 | -                 | -                 | -                              | -                              | -                              | -                              | -                    | -                    | -                    | 16    | 2     | 0     |
| 2018-2019             | FC Augsbourg              | Bundesliga            | 18          | 1           | 1           | 3               | 0               | 0               | -                 | -                 | -                 | -                              | -                              | -                              | -                              | -                    | -                    | -                    | 21    | 1     | 1     |
| Sous-total            | Sous-total                | Sous-total            | 41          | 3           | 2           | 3               | 0               | 0               | -                 | -                 | -                 | -                              | -                              | -                              | -                              | -                    | -                    | -                    | 44    | 3     | 2     |
| 2019-2020             | Southampton FC (prêt)     | Premier League        | 6           | 0           | 1           | 2               | 0               | 0               | 2                 | 0                 | 0                 | -                              | -                              | -                              | -                              | -                    | -                    | -                    | 10    | 0     | 1     |
| 2020-2021             | Fortuna Düsseldorf (prêt) | 2. Bundesliga         | 32          | 2           | 2           | 1               | 0               | 0               | -                 | -                 | -                 | -                              | -                              | -                              | -                              | -                    | -                    | -                    | 33    | 2     | 2     |
| 2021-2022             | RC Lens                   | Ligue 1               | 33          | 2           | 3           | 3               | 0               | 0               | -                 | -                 | -                 | -                              | -                              | -                              | -                              | -                    | -                    | -                    | 36    | 2     | 3     |
| 2022-2023             | RC Lens                   | Ligue 1               | 37          | 1           | 3           | 3               | 0               | 0               | -                 | -                 | -                 | -                              | -                              | -                              | -                              | -                    | -                    | -                    | 40    | 1     | 3     |
| 2023-2024             | RC Lens                   | Ligue 1               | 30          | 1           | 0           | 1               | 0               | 0               | -                 | -                 | -                 | C1+C3                          | 6+1                            | 0                              | 0                              | -                    | -                    | -                    | 38    | 1     | 0     |
| 2024-2025             | RC Lens                   | Ligue 1               | 12          | 0           | 0           | 1               | 0               | 0               | -                 | -                 | -                 | C4                             | 1                              | 0                              | 0                              | -                    | -                    | -                    | 14    | 0     | 0     |
| Sous-total            | Sous-total                | Sous-total            | 112         | 4           | 6           | 8               | 0               | 0               | 0                 | 0                 | 0                 | -                              | 8                              | 0                              | 0                              | -                    | -                    | -                    | 128   | 4     | 6     |
| 2024-2025             | Tottenham Hotspur         | Premier League        | 10          | 0           | 0           | 1               | 0               | 0               | 1                 | 0                 | 0                 | C3                             | 3                              | 0                              | 0                              | -                    | -                    | -                    | 15    | 0     | 0     |
| 2025-2026             | Tottenham Hotspur         | Premier League        | -           | -           | -           | -               | -               | -               | -                 | -                 | -                 | C1                             | -                              | -                              | -                              | 1                    | 0                    | 0                    | 1     | 0     | 0     |
| Sous-total            | Sous-total                | Sous-total            | 10          | 0           | 0           | 1               | 0               | 0               | 1                 | 0                 | 0                 | -                              | 3                              | 0                              | 0                              | 1                    | 0                    | 0                    | 16    | 0     | 0     |
| Total sur la carrière | Total sur la carrière     | Total sur la carrière | 201         | 9           | 11          | 15              | 0               | 0               | 3                 | 0                 | 0                 | -                              | 11                             | 0                              | 0                              | 1                    | 0                    | 0                    | 231   | 9     | 11    |

### En sélection nationale
| Saison                | Sélection             | Phases finales        | Phases finales | Phases finales | Phases finales | Éliminatoires | Éliminatoires | Éliminatoires | Ligue des nations | Ligue des nations | Ligue des nations | Matchs amicaux | Matchs amicaux | Matchs amicaux | Total | Total | Total |
| Saison                | Sélection             | Compétition           | M              | B              | Pd             | M             | B             | Pd            | M                 | B                 | Pd                | M              | B              | Pd             | M     | B     | Pd    |
| --------------------- | --------------------- | --------------------- | -------------- | -------------- | -------------- | ------------- | ------------- | ------------- | ----------------- | ----------------- | ----------------- | -------------- | -------------- | -------------- | ----- | ----- | ----- |
| 2017-2018             | Autriche              | -                     | -              | -              | -              | 4             | 0             | 1             | -                 | -                 | -                 | 2              | 0              | 0              | 6     | 0     | 1     |
| 2021-2022             | Autriche              | -                     | -              | -              | -              | -             | -             | -             | 4                 | 0                 | 0                 | -              | -              | -              | 4     | 0     | 0     |
| 2022-2023             | Autriche              | -                     | -              | -              | -              | 2             | 0             | 0             | 1                 | 0                 | 0                 | -              | -              | -              | 3     | 0     | 0     |
| 2023-2024             | Autriche              | Euro 2024             | 3              | 0              | 0              | 1             | 0             | 0             | -                 | -                 | -                 | 6              | 0              | 0              | 10    | 0     | 0     |
| 2024-2025             | Autriche              | -                     | -              | -              | -              | 1             | 0             | 0             | 1                 | 0                 | 0                 | -              | -              | -              | 2     | 0     | 0     |
| Total sur la carrière | Total sur la carrière | Total sur la carrière | 3              | 0              | 0              | 8             | 0             | 1             | 6                 | 0                 | 0                 | 8              | 0              | 0              | 25    | 0     | 1     |

## Palmarès

### En club
Avec le RC Lens, Kevin Danso est vice-champion de France en 2023.
Parti au Tottenham Hotspur, il remporte l'Europa League en 2025 dès sa première saison au club puis est finaliste de la Supercoupe de l'UEFA.
| RC Lens                                        | Tottenham Hotspur (1)                                                       |
| ---------------------------------------------- | --------------------------------------------------------------------------- |
| - Championnat de France - Vice-champion : 2023 | - Ligue Europa - Vainqueur : 2025 - Supercoupe de l'UEFA - Finaliste : 2025 |

### Distinctions personnelles
- Membre de l'équipe-type de Ligue 1 en 2023[32].
- Homme du match en Ligue des champions le 24 octobre 2023 face au PSV Eindhoven[33],[34].